# Gilles Maugenest
Pour les articles homonymes, voir Maugenest.
Gilles Maugenest est un compositeur français né le 31 août 1963 à Marseille.
On lui doit des compositions pour chœur et orchestre (dont il écrit lui-même les textes), la mise en chansons de poèmes de Raymond Queneau, des musiques de film et de publicité.
Il est aussi réalisateur du film Rouge charbon en 2023.